# Port d’Ehoala
Der Port d’Ehoala (Malagasy Seranan-tsambon' Ehoala) ist ein Seehafen im Süden von Madagaskar. Er liegt ca. 10 km entfernt von der Stadt Tôlanaro (Fort-Dauphin).
Er wurde gebaut, um den Export von Ilmenit aus der nahegelegenen Mine de Tolagnaro (Mine de Mandena) der Firma QIT Madagascar Minerals zu vereinfachen. Er wurde am 8. Juli 2009 eröffnet.

## Bau
Der Hafen liegt auf der Ostseite der Presqu'Île des Portugais (portugiesischen Halbinsel) südwestlich von Tolagnaro (Kaominina/commune urbaine), von welchem er durch die Baie des Galions getrennt ist. 
Der Bau wurde zum größten Teil von dem Unternehmen Rio Tinto finanziert.

## Transport
Der Hafen wird als privatrechtliches Unternehmen geführt durch das Unternehmen Port d’Ehoala SA, eine Tochtergesellschaft von Rio Tinto. Er kann öffentlich genutzt werden für nationalen und internationalen (bureau des douanes) Verkehr. Es soll dazu beitragen, den auf dem Landweg schwer zugänglichen Süden Madagaskars zu erschließen.
Von Juli 2009 bis Juli 2015 empfing der Hafen 646 Schiffe, darunter 192 Containerschiffe, 73 Erzfrachter und 37 Kreuzfahrtschiffe. Im Jahr 2020 passierten 11.423 Container den Hafen.